# Mmadinare
Mmadinare (ou Madinare) est une ville du Botswana qui fait partie du District central.
Lors du recensement de 2011, Mmadinare comptait 12 086 habitants.